# Guerra de Gaza (2023-presente)
A Guerra Israel-Hamas, também referido como conflito Israel-Gaza ou conflito israelo-palestino de 2023, começou em 7 de outubro após um ataque terrorista coordenado por vários grupos militantes palestinos contra cidades israelenses, passagens de fronteira, instalações militares adjacentes e colonatos civis nas proximidades da Faixa de Gaza, no sul de Israel. Descrito como uma Terceira Intifada por alguns observadores, as hostilidades foram iniciadas por um bombardeio de mísseis contra Israel e incursões transportadas em veículos para o território israelense, tendo sido realizados vários ataques contra os militares israelenses, bem como contra as comunidades civis israelenses. A retaliação israelense com bombardeios e incursões militares contra Gaza foi chamada de Operação Espadas de Ferro.
O conflito começou com o ataque surpresa palestino contra Israel, que aconteceu em 7 de outubro, organizado por grupos militantes palestinos, liderados pelo Hamas, com o suporte de grupos como a Jihad Islâmica e a Frente Popular para a Libertação da Palestina, apoiados pelo Irã. O presidente da Autoridade Palestina, Mahmoud Abbas, apoiou verbalmente o levante, afirmando que os palestinos tinham o direito de se defenderem contra a ocupação israelense. O Coordenador Especial das Nações Unidas para o Processo de Paz no Oriente Médio, a União Europeia e muitos países membros expressaram condenação dos ataques e disseram que Israel tinha o direito à autodefesa. Pelo menos 2 200 mísseis foram disparados da Faixa de Gaza nas primeiras horas enquanto militantes do Hamas violavam a barreira Israel-Gaza, matando pelo menos 200 israelenses e levando o governo de Israel a declarar estado de emergência; o primeiro-ministro israelense, Benjamin Netanyahu, afirmou que Israel "está em guerra" em um discurso nacional após o início dos ataques. Militantes palestinos que se infiltraram em Israel invadiram vários kibutz ao redor da Faixa de Gaza e da cidade israelense de Sderot, com fontes da mídia palestina e israelense relatando que soldados e civis israelenses haviam sido feitos reféns.
Após expulsar os guerrilheiros palestinos de seu território, Israel lançou uma intensa campanha de bombardeios e invadiu a Faixa de Gaza em 27 de outubro (vinte dias após o início dos ataques palestinos) com o objetivo declarado de destruir o Hamas e libertar os reféns. As forças israelenses lançaram inúmeras campanhas durante a invasão, incluindo a ofensiva de Rafah em maio de 2024, três batalhas travadas ao redor de Khan Yunis e o cerco ao norte de Gaza em outubro de 2024, e assassinaram líderes do Hamas dentro e fora de Gaza. A intensidade dos bombardeios israelenses chocou a opinião pública internacional, enquanto o mundo se dividia entre os que apoiavam o direito do Estado Israelense de se defender e aqueles que afirmavam que a matança era desproporcional e desnecessária. Um cessar-fogo temporário em novembro de 2023 foi rompido e um segundo cessar-fogo em janeiro de 2025 também não perdurou, sendo interrompido por um ataque surpresa de Israel em março de 2025.
Vários países do mundo ocidental e seus aliados condenaram o Hamas pela violência e chamaram as táticas utilizadas pela organização de "terrorismo"; enquanto vários países do mundo muçulmano culparam a ocupação israelense dos territórios palestinos e a negação da autodeterminação palestina como a causa da escalada da violência. A Anistia Internacional condenou tanto o Hamas quanto Israel pela conduta da guerra. O conflito produziu uma grave crise humanitária no território de Gaza, causando entre 60 mil e 70 mil mortos e mais de cem mil feridos palestinos (até janeiro de 2025), incluindo milhares de mulheres e crianças, destruição maciça de infraestrutura e habitações, quase dois milhões de pessoas desalojadas de suas casas, desabastecimento generalizado de energia, combustível e medicamentos, destruição de hospitais e serviços sanitários, 95% da população perdeu o acesso à água de boa qualidade e a fome atingiu virtualmente 100% da população. Segundo oficiais das Nações Unidas, "a crise humanitária em Gaza é mais do que catastrófica, e piora a cada dia. Nos três meses desde o início do conflito, Gaza tornou-se um lugar de morte e desespero". No lado israelense cerca de 1 195 pessoas morreram e 500 mil foram desalojadas.

## Nomes
Os grupos militantes palestinos apelidaram seu ataque de Operação Dilúvio de Al-Aqsa (em árabe: عملية طوفان الأقصى, translit. ʿamaliyyat ṭūfān al-ʾAqṣā), enquanto Israel anunciou o início de um esforço contraofensivo chamado Operação Espadas de Ferro (em hebraico:  מבצע חרבות ברזל). O início do ataque palestino coincidiu com o 50.º aniversário da eclosão da Guerra do Yom Kippur. Também tem sido referida como a Guerra Israelo-Palestina. Várias agências de notícias e observadores descreveram o conflito em curso como a Terceira Intifada.

## Antecedentes
A Faixa de Gaza e Israel têm estado em conflito desde a retirada israelense da Faixa de Gaza em 2005 e o Hamas ganhando o controle da Faixa de Gaza após as eleições em 2006 e uma guerra civil com a Fatah em 2007. A Faixa de Gaza está sob bloqueio israelense e egípcio desde 2007.
O ataque ocorreu após três semanas de violência na barreira de separação entre Israel e Gaza. O Hamas e Israel negociaram recentemente uma trégua, mediada pelo Catar, pelo Egito e pelas Nações Unidas em 29 de setembro.Antes do ataque e incluindo combatentes e civis de ambos os lados, pelo menos 247 palestinos foram mortos pelas forças israelenses em 2023, enquanto 32 israelenses e dois cidadãos estrangeiros foram mortos em ataques palestinos.
O ataque ocorreu durante o feriado judaico de Simchat Torá e Shabat, e um dia após o 50.º aniversário da Guerra do Yom Kippur, que também começou com um ataque surpresa.
Israel e a Arábia Saudita estão a conduzir negociações para normalizar as relações, com o príncipe herdeiro saudita Mohammad bin Salman a afirmar recentemente que a normalização era "pela primeira vez, real". O Ministério das Relações Exteriores da Arábia Saudita disse em um comunicado que havia "alertado repetidamente que a ocupação contínua de Gaza por Israel impulsionaria mais violência".
O comandante das Brigadas Izz ad-Din al-Qassam, Mohammed Deif, disse que o ataque foi em resposta à "profanação da Mesquita de Al-Aqsa" e apelou aos palestinos e árabes israelenses para "expulsarem os ocupantes e demolirem os muros". O líder do Hamas, Saleh al-Arouri, disse que a operação foi uma resposta "aos crimes da ocupação", acrescentando que os combatentes defendiam a mesquita de Al-Aqsa e milhares de prisioneiros palestinos detidos por Israel.

## Invasão

### Ofensiva palestina

Situação entre 7 e 8 de outubro, sendo as áreas em azul indicando atividade de membros do Hamas na região

Por volta das 06h30, hora local, de 7 de outubro de 2023, o Hamas anunciou o início do que chamou de "Operação Dilúvio Al-Aqsa", afirmando que havia disparado mais de 5 mil mísseis da Faixa de Gaza contra Israel em um período de 20 minutos. A mídia israelense informou que pelo menos 2 200 projéteis foram lançados de Gaza. Pelo menos cinco pessoas foram mortas pelos ataques de mísseis.Explosões foram relatadas em áreas ao redor da Faixa e em cidades da planície de Sarom, incluindo Gedera, Herzliya, Tel Aviv e Ascalão. Sirenes de ataque aéreo também foram ativadas em Bersebá, Jerusalém, Rehovot, Rishon LeZion e Base Aérea de Palmachim.
O Hamas lançou um apelo às armas, com o comandante militar sênior Mohammad Deif apelando aos "muçulmanos de todo o mundo para lançarem um ataque". Militantes palestinos também abriram fogo contra barcos israelenses ao largo da Faixa de Gaza, enquanto eclodiram confrontos entre palestinos e as Forças de Defesa de Israel na seção oriental da cerca do perímetro de Gaza.
Simultaneamente, militantes palestinos infiltraram-se em Israel a partir de Gaza usando caminhões, camionetes, motocicletas, escavadeiras e parapentes. Imagens e vídeos pareciam mostrar militantes fortemente armados e mascarados, vestidos com uniformes pretos, dirigindo camionetes e abrindo fogo em Sderot, matando vários civis e soldados israelenses. Um vídeo de Gaza mostrou o cadáver de um soldado israelense sendo pisoteado por uma multidão que gritava "Takbir".
Outros vídeos pareciam mostrar israelenses feitos prisioneiros e um tanque israelense em chamas, bem como militantes dirigindo veículos militares israelenses. Também foi relatado que militantes abriram fogo em um festival de natureza ao ar livre. Infiltrados também foram vistos em Be'eri e Netiv HaAsara, onde supostamente fizeram reféns e incendiaram casas,bem como em kibutz ao redor da Faixa de Gaza.
Um porta-voz militar de Israel afirmou que os militantes de Gaza invadiram quatro pequenas comunidades rurais israelenses, a cidade fronteiriça de Sderot e duas bases militares terrestres e marítimas.A mídia israelense informou que sete comunidades ficaram sob o controle do Hamas, incluindo Nahal Oz, Kfar Aza, Magen e Sufa Beheri.
Foi relatado que a delegacia de polícia de Sderot ficou sob o controle do Hamas, assim como a passagem de Erez, permitindo que os militantes entrassem em Israel a partir de Gaza. O Comissário da Polícia Israelense Kobi Shabtai disse que havia atualmente 21 locais ativos de alto confronto no sul de Israel.

### Contra-ataque israelense e invasão de Gaza

Mapa da situação no final de 9 de outubro. Em amarelo, as zonas libertadas pelo exército israelense e em azul são regiões onde ainda eram reportadas atividades do Hamas

O ataque, que coincidiu com o feriado judaico de Simchat Torá, pareceu ter surpreendido muitos israelenses. O sistema de defesa aérea Cúpula de Ferro foi ativado. O primeiro-ministro Benjamin Netanyahu e o ministro da Defesa Yoav Galant conduziram avaliações de segurança na sede das Forças de Defesa de Israel (FDI, em inglês IDF) em Tel Aviv. As FDI declararam um "estado de prontidão para a guerra" e disseram que atacaram alvos em Gaza usando caças, supostamente atingindo 17 compostos militares do Hamas. Gallant aprovou mais tarde a mobilização de reservistas do exércitoe declarou estado de emergência num raio de 80 quilômetros da fronteira de Gaza. Ele também disse que o Hamas "cometeu um grave erro" ao lançar o seu ataque e prometeu que "Israel vencerá". As FDI disseram que os reservistas seriam destacados não apenas para Gaza, mas também para a Cisjordânia e ao longo das fronteiras com o Líbano e a Síria. Os residentes em áreas ao redor da Faixa de Gaza foram convidados a permanecer dentro de casa, enquanto os civis no sul e centro de Israel foram "obrigados a permanecer próximos a abrigos". As estradas ao redor da Faixa de Gaza foram fechadas pelas FDI. As ruas de Tel Aviv também foram fechadas.

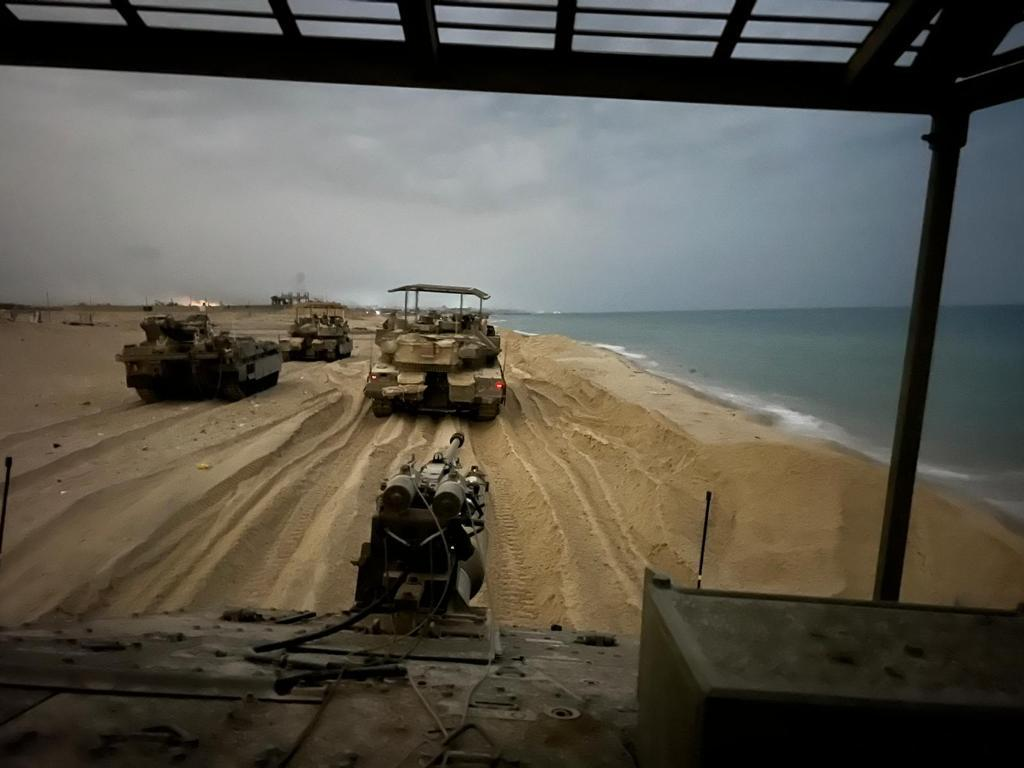
Soldados israelenses no litoral da Faixa de Gaza em 29 de outubro.

Após o ataque, Israel declarou um elevado estado de preparação para potenciais conflitos. As FDI declararam estado de prontidão para a guerra e o primeiro-ministro Benjamin Netanyahu convocou uma reunião de emergência das autoridades de segurança. As FDI também relataram o início de ações direcionadas na Faixa de Gaza, sob o que chamou de "Operação Espadas de Ferro". No dia do ataque, as forças israelenses relataram ter atingido 17 complexos militares do Hamas e quatro centros de comando operacional em Gaza com ataques aéreos. O Comissário da Polícia de Israel, Kobi Shabtai, anunciou que existia um "estado de guerra", após o que chamou de "um ataque massivo a partir da Faixa de Gaza". Ele também anunciou o fechamento de toda a região sul de Israel para o "movimento civil", bem como o envio da unidade antiterrorista Yamam para a área.

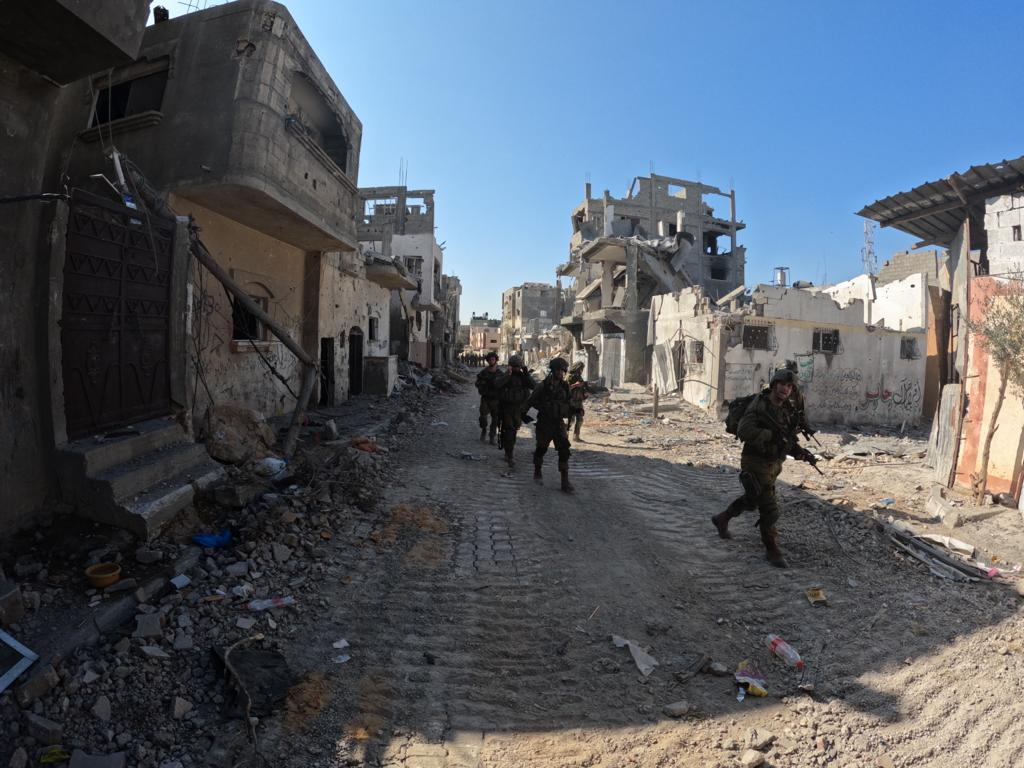
Militares israelenses em Gaza em 31 de outubro

O presidente israelense, Isaac Herzog, disse que o país enfrentava "um momento muito difícil" e ofereceu força e incentivo às FDI, outras forças de segurança, serviços de resgate e residentes que estavam sob ataque. Numa transmissão televisiva, o primeiro-ministro Netanyahu declarou: "Estamos em guerra". Ele também disse que as FDI reforçariam os seus destacamentos nas fronteiras para dissuadir outros de "cometer o erro de se juntarem a esta guerra".

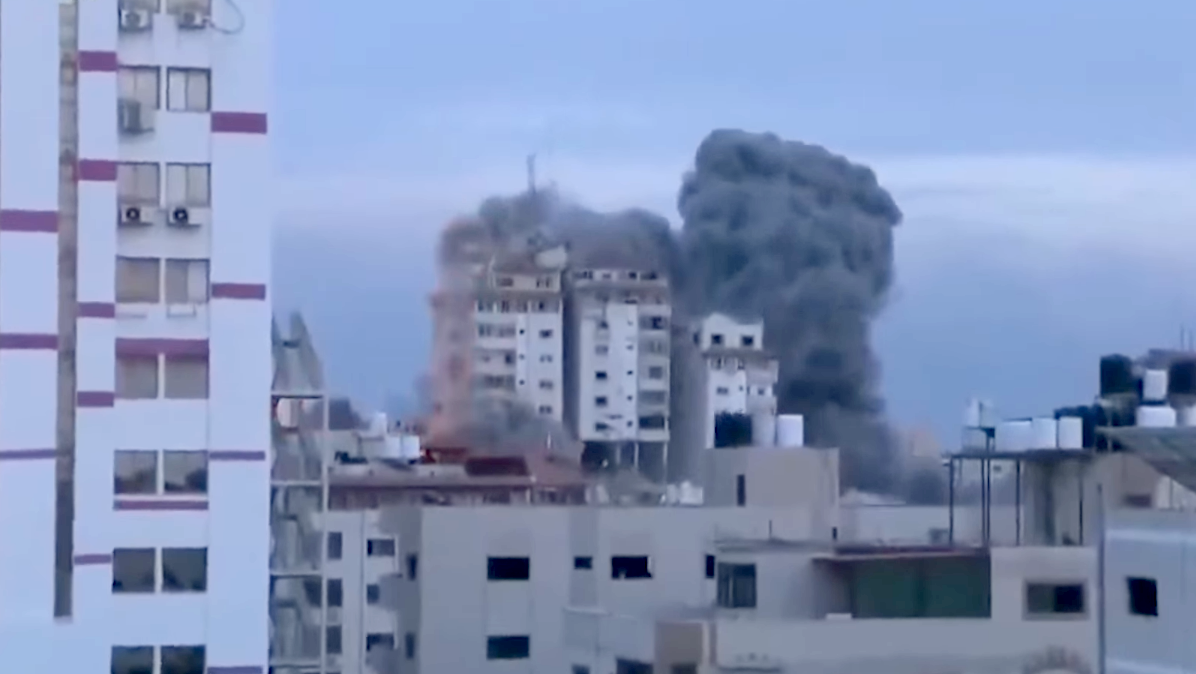
Um prédio na Faixa de Gaza bombardeado por Israel

Os aeroportos no sul do centro de Israel foram fechados para uso comercial e privado, enquanto o Aeroporto Internacional Ben Gurion permaneceu operacional. A Lufthansa reduziu os seus voos para apenas um de Tel Aviv para Frankfurt e cancelou outros serviços regulares em 7 de outubro.
As forças armadas israelenses bombardearam Gaza utilizando principalmente seus caças, atingindo dezessete complexos militares do Hamas e destruindo quatro postos de comando. No dia seguinte, em 8 de outubro, Israel atacou cerca de 426 alvos na Faixa de Gaza. No dia seguinte, foram outros 500 alvos atingidos, incluindo campos de treinamento, depósitos de munição e mísseis e complexos de administração locais palestinos. Enquanto isso, Israel continuou a mobilizar tropas e equipamentos no sul, ao mesmo tempo que também reforçava suas defesas na fronteira com o Líbano. O ministro da Defesa israelense, Yoav Galant, anunciou um bloqueio "total" à Faixa de Gaza que cortaria a eletricidade e bloquearia a entrada de alimentos e combustível, acrescentando que "estamos a lutar contra os animais humanos e estamos a agir em conformidade". Enquanto isso, o Hamas continuava a lançar foguetes contra Israel a partir de Gaza, colocando seus lançadores normalmente em áreas densamente povoadas. A defesa antiaérea israelense Cúpula de Ferro abatia muitos destes projéteis.
Em 13 de outubro, Israel emitiu um comunicado para a população de Gaza abandonar a banda norte do país e evacuar para o sul. A evacuação do norte de Gaza, que envolveria o deslocamento de 1,1 milhão de palestinos, foi considerada impossível pela ONU, que num comunicado alertou para "consequências humanitárias devastadoras".
O comando das Forças de Defesa de Israel (FDI) afirmou então que as suas forças terrestres tinham conduzido ataques localizados em Gaza, dizendo que estavam a atacar militantes do Hamas e a procurar reféns feitos durante o seu ataque. Os israelenses haviam mobilizado cerca de 360 000 reservistas para complementar seu exército de 160 000 combatentes, reunindo milhares de militares e equipamento na fronteira com a Faixa de Gaza.

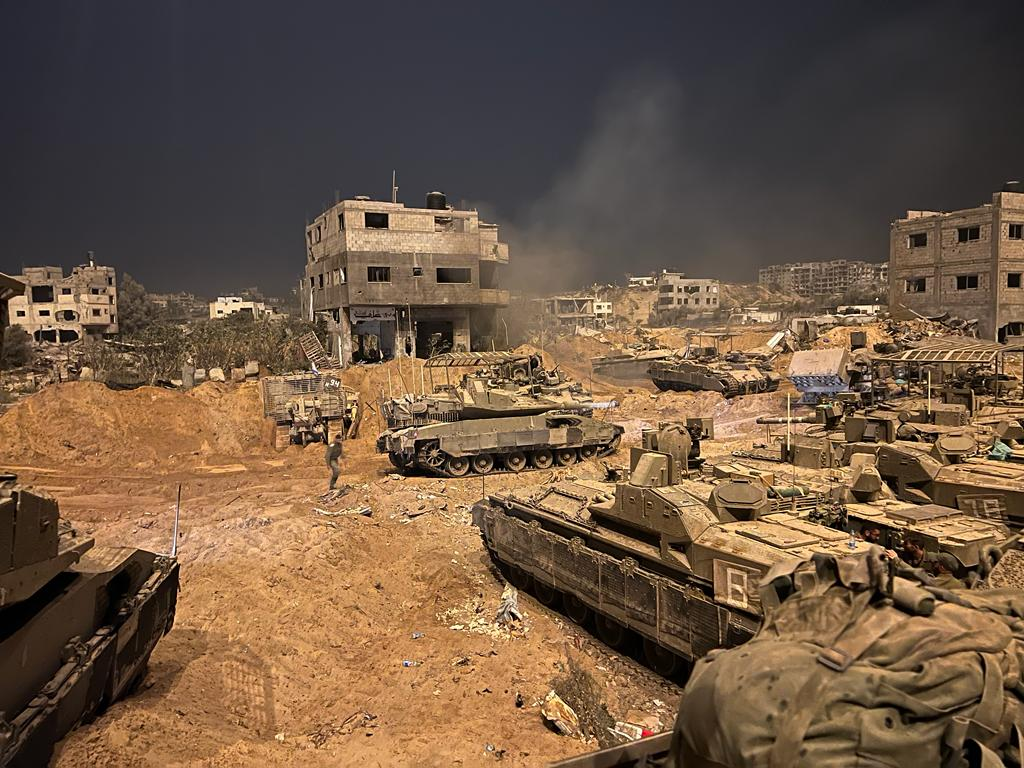
Tanques israelenses Merkava em meios às ruínas de Gaza em 1 de novembro.

Em 17 de outubro, uma forte explosão aconteceu no estacionamento do Hospital Batista Árabe Al-Ahli no centro da Cidade de Gaza, destruindo veículos e causando danos no prédio, matando centenas de civis palestinos. A causa da explosão foi contestada. De acordo com o Ministério da Saúde de Gaza, administrado pelo Hamas, a explosão foi atribuída a um ataque aéreo israelense e teria matado pelo menos 500 civis no hospital. Esta afirmação foi negada pelas forças armadas israelenses, que afirmaram que a explosão resultou de um lançamento fracassado de foguete pela Jihad Islâmica Palestina, visando a cidade israelense de Haifa. Israel divulgou imagens de um foguete parecendo mudar de curso e explodir, seguido por uma explosão na cidade abaixo. O exército israelense também divulgou o que alegou ser uma conversa telefônica interceptada entre militantes do Hamas reconhecendo que a explosão foi causada por um foguete do grupo Jihad Islâmica. Um porta-voz do grupo negou envolvimento no ocorrido.
Enquanto Gaza continuava a ser bombardeada diariamente, de forma intensa, pela força aérea israelense, combates também se expandiam para a região da Cisjordânia, com confrontos entre membros do exército de Israel e militantes palestinos. Somente em 19 de outubro, cerca de 60 membros do Hamas (incluindo o porta-voz do grupo) foram presos na região.

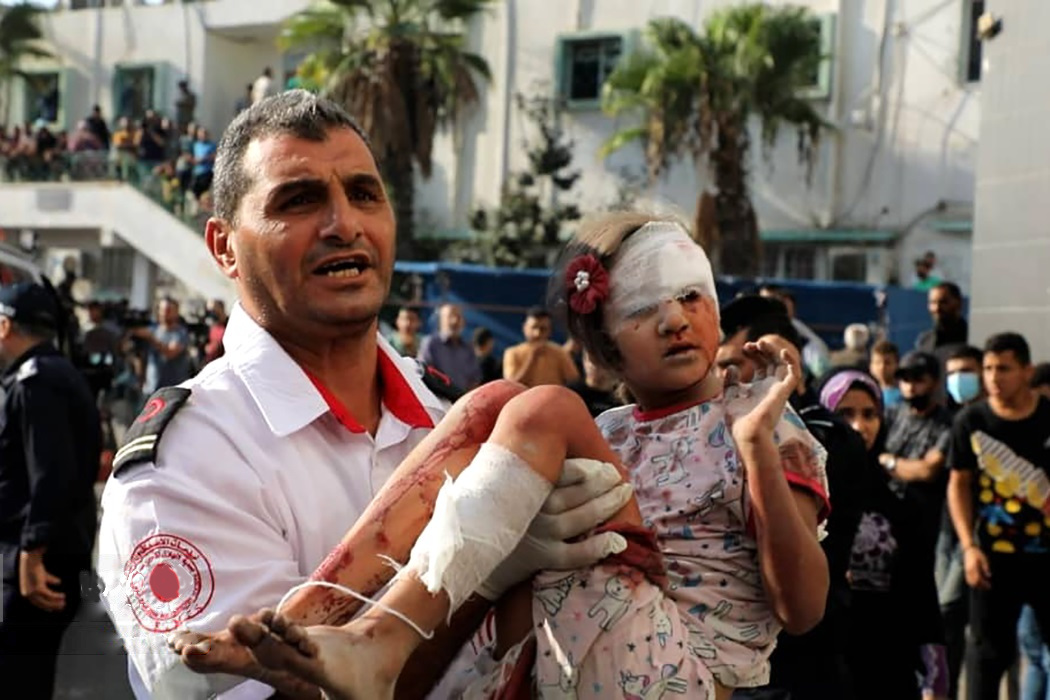
Criança palestina ferida após ataque israelense

Em 20 de outubro, ajuda humanitária voltou a fluir em direção a Faixa de Gaza a partir do Egito (anteriormente os israelenses haviam bloqueado o fornecimento de água, comida e eletricidade para a região). Um comboio de vinte veículos transportando remédios, equipamentos médicos e uma quantidade limitada de alimentos foi o primeiro permitido a cruzar a fronteira. De acordo com um repórter da Al Jazeera, os ataques aéreos israelenses haviam deixado enormes buracos na estrada principal, impossibilitando a passagem de ônibus ou caminhões de ajuda humanitária para Gaza. O Egito estava tentando tornar a estrada funcional novamente.

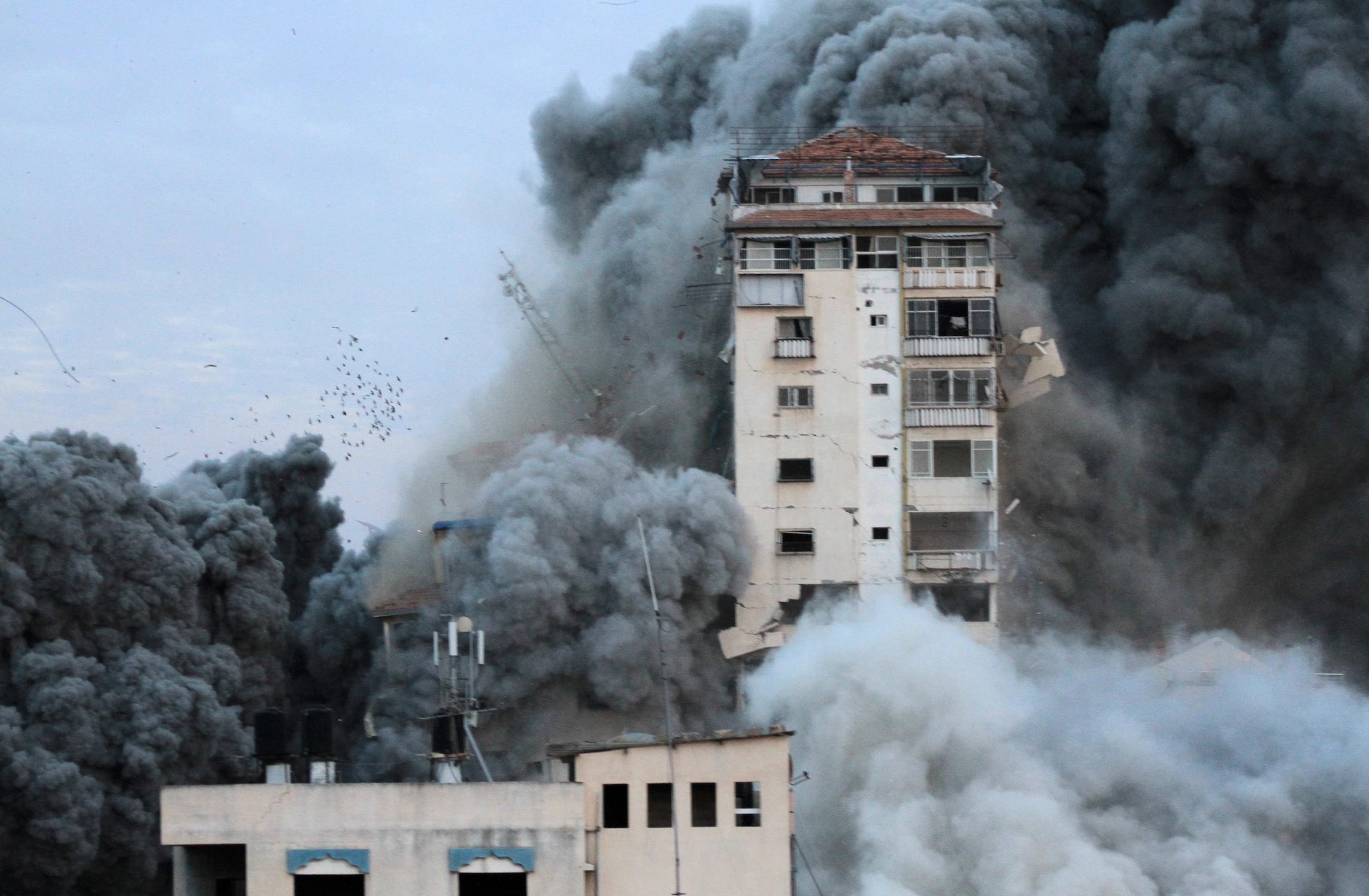
Destruição na Faixa de Gaza causada pela aviação militar israelense.

No dia 23 de outubro, o Exército de Israel afirmou que entrou por terra "de maneira limitada" na Faixa de Gaza e as autoridades do país afirmaram que o objetivo da invasão em Gaza era procurar 222 reféns que ainda estavam sob poder do Hamas, além de "matar militantes armados". Também foi dito que os ataques iniciais por terra são uma preparação para a próxima a "fase da guerra", cuja previsão é que os militares israelenses façam um ataque terrestre mais robusto nos próximos dias. No mesmo dia o contra-almirante israelense Daniel Hagari, afirmou: "Os ataques blindados e de infantaria foram realizados durante a noite. Essas ofensivas são ataques para matar esquadrões terroristas, preparando para a nossa próxima fase da guerra".
Em 27 de outubro, em meio a intensos bombardeios aéreos israelenses, os serviços de internet e telefonia móvel em Gaza foram quase completamente cortados. Depois disso, as Forças de Defesa de Israel lançaram uma incursão terrestre em grande escala na Faixa de Gaza. Confrontos entre o Hamas e o exército israelense foram relatados nas cidades de Beit Hanoun e Bureij. Após a invasão começar, o líder do Hamas, Ali Baraka, disse que as forças invasoras israelenses sofreram pesadas baixas e perda de equipamento devido a uma emboscada. Já Israel afirmou que suas tropas avançavam com dificuldade, mas estavam fazendo progressos no que chamou de "segunda fase" das operações.
Em 28 de outubro, Israel afirmou que as unidades destacadas dentro de Gaza na noite anterior ainda estavam no terreno, iniciando o que seria, segundo o governo israelense, uma campanha terrestre longa e difícil.
Em 29 de outubro, Tedros Adhanom Ghebreyesus, o chefe da Organização Mundial da Saúde, descreveu como "profundamente preocupantes" os relatórios do Crescente Vermelho Palestino de que o Hospital al-Quds recebeu um aviso de evacuação urgente junto com um aviso de que "seria bombardeado". Tedros reiterou que era "impossível evacuar hospitais cheios de pacientes sem pôr em risco as suas vidas". A Associated Press informou que os ataques aéreos israelenses destruíram estradas que levavam ao hospital Al-Shifa, tornando-o cada vez mais difícil de alcançar. Nesse mesmo dia, o Hamas afirmou que os militantes palestinos entraram em confronto com tanques israelenses na rua Salah al-Din, em Gaza, e os forçaram a recuar. O Instituto para o Estudo da Guerra também afirmou que Israel se retirou da estrada, mas não confirmou as circunstâncias.
Em 30 de outubro, as Forças de Defesa de Israel bloquearam a Estrada Salah al-Din, que é uma importante via que liga as partes norte e sul da Faixa de Gaza. Além disso, tanques israelenses foram avistados no bairro de Zeitoun, na cidade de Gaza. Nesse mesmo dia, ocorreram fortes combates entre o exército israelense e as brigadas Al-Qassam, apoiadas por membros das Brigadas de Resistência Nacional do FDLP, no noroeste de Gaza. As brigadas Al-Qassam também usaram mísseis antitanque e as Brigadas da Resistência Nacional bombardearam veículos e posições israelenses com morteiros de alto calibre.

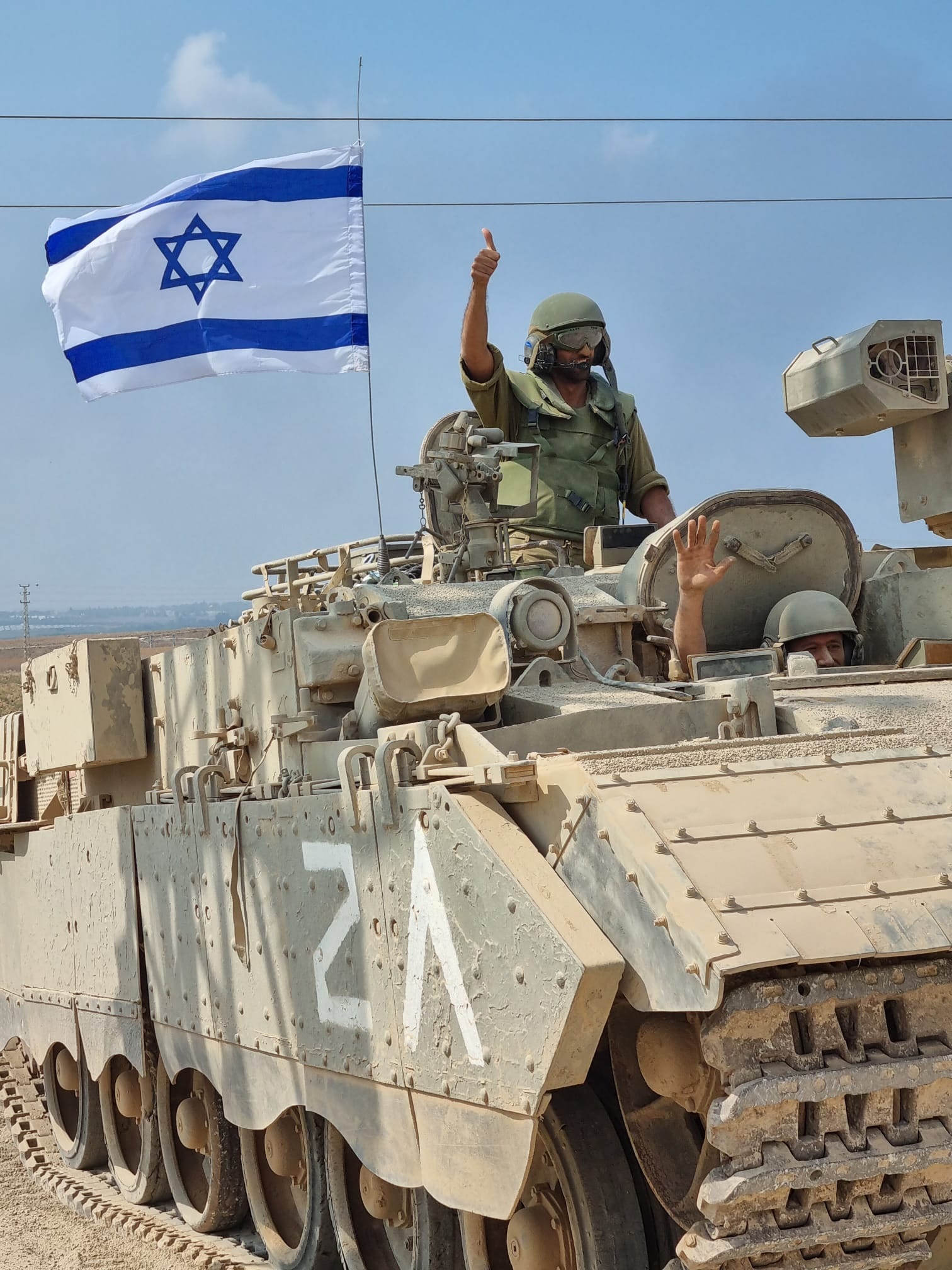
Soldados israelenses se preparando para a invasão de Gaza

Em 31 de outubro, a Força Aérea Israelense bombardeou o densamente povoado campo de refugiados de Jabalia, matando pelo menos cinquenta palestinos e ferindo outros 150; Israel afirmou que um alto comandante do Hamas estava entre os mortos, o que o Hamas negou. De acordo com os militares israelenses, o ataque aéreo destruiu um sistema de túneis do Hamas e levou ao colapso de vários edifícios.
Em 1 de novembro, as forças israelenses atravessaram Gaza e partiram da costa do Mediterrâneo, cortando a região em duas e isolando áreas urbanas densamente povoadas no norte, onde unidades blindadas e de infantaria combatiam militantes do Hamas em zonas urbanas e florestes, segundo os militares israelenses e funcionários das Nações Unidas. Enquanto isso, a situação humanitária na região continuou a se deteriorar. Enquanto as forças israelenses avançavam no norte em torno da cidade de Gaza, os residentes do sul da Faixa de Gaza teriam recebido avisos de evacuação, suscitando preocupações sobre uma expansão da invasão. Foi amplamente divulgado que a escassez de combustível causou o encerramento de todas as redes de Internet e telefone na Faixa de Gaza, de acordo com os seus dois principais fornecedores de telecomunicações Jawwal e Paltel.
Enquanto isso, em 20 de novembro, tanques israelenses cercaram completamente o Hospital al-Indūnīsī em Gaza após fortes disparos de armas de artilharia contra ele. Cerca de doze palestinos foram mortos em confrontos ao redor do hospital, de acordo com o Ministério da Saúde de Gaza. Cerca de 700 pessoas, incluindo feridos e pessoal médico, estavam dentro das instalações quando os soldados israelenses as cercaram. O chefe da Organização Mundial da Saúde, Tedros Adhanom Ghebreyesus, respondeu no Twitter dizendo que estava "horrorizado" com as forças israelenses e suas ações contra o Hospital al-Indūnīsī, mantendo os feridos e a equipe médica dentro do prédio enquanto o sitiavam. Nesse meio tempo, foi relatado que os militares israelenses alegaram ter encontrado uma oficina para fazer foguetes embaixo de uma mesquita em Zeitoun. Eles também encontraram armas, explosivos, um drone e a entrada de um túnel.
Em 21 de novembro, as forças armadas israelenses moveram a sua linha de frente para cercar o campo de refugiados de Jabalia, onde eles estavam lutando contra militantes palestinos e tentando controlar a região, reunindo mais equipamentos para o ataque.
Em 22 de novembro, Israel e o Hamas chegaram a um acordo de cessar-fogo temporário, prevendo uma "pausa" de quatro dias nas hostilidades, para permitir a libertação de 50 reféns detidos em Gaza. Embora os termos específicos ainda não tivessem sido anunciados, o acordo também previa a libertação de aproximadamente 150 mulheres e crianças palestinas encarceradas por Israel. O acordo foi aprovado pelo gabinete israelense nas primeiras horas do dia; num comunicado, o Gabinete do Primeiro-Ministro israelense declarou a intenção de Israel de continuar a guerra. Este acordo foi negociado pelo Egito e pelo Qatar, e a mídia estatal egípcia anunciou que o cessar-fogo entraria em vigor na manhã de 23 de novembro. A pausa no conflito em Gaza se expandiu por mais três dias e, embora houvesse negociações para expandir o cessar-fogo, o Hamas voltou a atacar os israelenses e disparar seus foguetes.
Em 1 de dezembro, com o fim do cessar-fogo, as forças armadas israelenses retomaram suas operações militares na Faixa de Gaza. Israel continuou seus avanços no sul, cercando a  cidade de Gaza, ao mesmo tempo que seu exército reportava avanços também no centro das cidades de Khan Younis, Jabalia e Shejaiya, onde "combates intensos" contra militantes do Hamas estavam acontecendo. Os bombardeios aéreos israelenses também se intensificaram, empurrando os civis palestinos mais para sul da Faixa de Gaza, em direção a Rafa. Israel afirmou ter destruído, ao final de 2023, a infraestrutura de comando e organização do Hamas no norte de Gaza.
Ao final de dezembro de 2023 e em janeiro de 2024, os combates na região de Gaza voltaram a se intensificar. Israel continuou a bombardear as posições do Hamas em regiões densamente povoadas, causando muitas mortes civis, enquanto os militantes do Hamas disparavam trajados de civis, para se confundirem com a multidão. Enquanto a luta no norte de Gaza começou a diminuir de intensidade frente aos avanços do exército israelense, a luta e as operações militares no sul expandiram. No dia 22 de janeiro de 2024, em um dos dias mais sangrentos para as forças israelenses, cerca de 21 soldados foram mortos em um ataque de RPGs disparados por militantes palestinos.
Em fevereiro, o governo israelense declarou em diversas ocasiões que seu próximo objetivo seria a captura de Rafa. Em 12 de fevereiro, Israel iniciou uma pesada campanha de bombardeio contra Rafa, matando mais de cem pessoas só no primeiro dia.
Em 29 de fevereiro, mais de cem civis palestinos foram mortos no chamado Massacre de Al-Rashid, quando, segundo autoridades locais de Gaza, militares israelenses abriram fogo contra os palestinos que estavam ao redor de caminhões de ajuda humanitária a sudoeste da Cidade de Gaza, com autoridades israelenses dizendo que muitas vítimas foram, na verdade, atropeladas por caminhões. O massacre trouxe condenações internacionais a Israel, aumentando o apelo por um cessar-fogo. Em 1 de março, os Estados Unidos anunciaram que iniciariam uma operação de lançamento aéreo de ajuda alimentar em Gaza. Em 4 de abril, após pressão do governo dos Estados Unidos, Israel abriu a Passagem de Erez pela primeira vez desde 7 de outubro. Em 7 de abril, Israel anunciou a sua retirada de Khan Yunis, restando apenas uma brigada no Corredor Netzarim, no norte. A retirada israelense de suas posições mais ao sul de Gaza coincidiu com um aumento da pressão sobre os israelenses para que um cessar-fogo fosse firmado. Após a retirada, os palestinos deslocados daquela cidade começaram a regressar das zonas do sul da Faixa de Gaza.

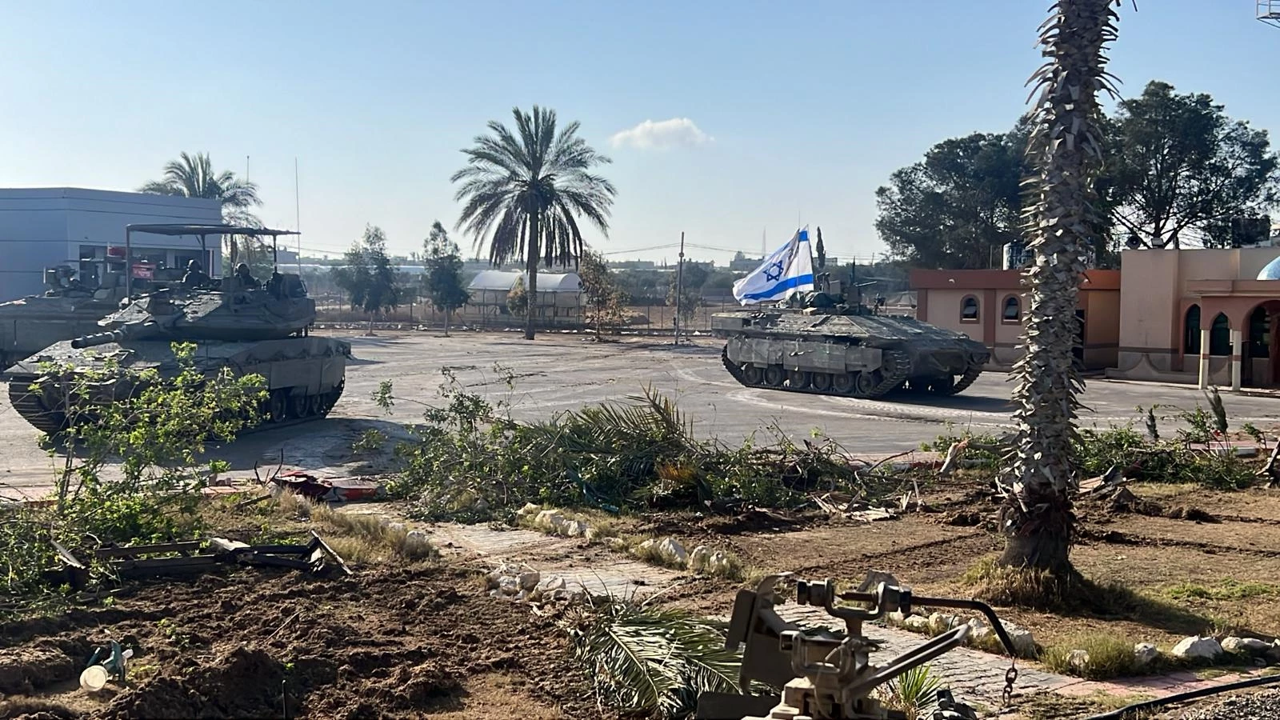
Blindados israelenses na cidade de Rafa, na Faixa de Gaza

Em 6 de abril de 2024, após rejeitar uma proposta de cessar-fogo feito pelo Egito, as forças armadas israelenses lançaram a aguardada Ofensiva de Rafa. Duas passagens próxima na fronteira egípcia foram fechadas e milhares de civis evacuaram a região, enquanto os combates em Rafa aumentavam de intensidade a cada dia. Em 8 de maio, o presidente dos Estados Unidos, Joe Biden, disse que o governo dos Estados Unidos deixaria de enviar armas para Israel se avançassem com sua grande invasão de Rafa. Em outubro de 2024, em meio a ataques e bombardeios por toda a Gaza, o governo israelense anunicou a morte de Yahya Sinwar, líder da ala militar do Hamas e idealizador dos ataques palestinos contra Israel em outubro de 2023.
Segundo estudo publicado pelo diário Lancet, estima-se que o número de mortos na Faixa de Gaza, incluindo as vítimas da subnutrição, das condições insalubres e do colapso do sistema de saúde, seja de pelo menos 186 000 até julho de 2024. Este número não pode ser verificado de forma independente.
Em 15 de janeiro de 2025, um acordo foi anunciado entre Israel e o Hamas, por meio da mediação do Qatar, no qual o Hamas concordou em libertar vários reféns israelenses mantidos na Faixa de Gaza desde o ataque de 7 de outubro em troca de militantes do grupo e outros prisioneiros palestinos mantidos em prisões israelenses. As duas partes envolvidas no conflito também concordaram com um cessar-fogo, pela segunda vez durante a guerra, que entrou em vigor no dia 19 de janeiro, quando as trocas de prisioneiros palestinos por reféns israelenses começou.
Em 18 de março, Israel lançou novos ataques na Faixa de Gaza, matando mais de 404 pessoas, de acordo com o Ministério da Saúde de Gaza. Mahmoud Abu Wafah, um dos membros mais graduados do Hamas em Gaza, teria sido morto pelos ataques. O governo israelense declarou que o ataque foi devido à recusa do Hamas em iniciar a segunda fase do cessar-fogo, libertando mais reféns, e também foi em resposta ao rearmamento e reorganização do Hamas ao longo dos dois meses de cessar-fogo. Internacionalmente, os ataques foram vistos como um obstáculo às esperanças de um cessar-fogo duradouro. Observadores notaram que Israel escolheu lançar o ataque no dia em que Netanyahu testemunharia em seu julgamento por corrupção, forçando o adiamento dos procedimentos legais. Os ataques israelenses continuaram causando devastação, matando mais de mil pessoas entre o final de março e o começo de abril, segundo o ministério da saúde palestino (controlado pelo Hamas). Em maio, o exército israelense lançou outra grande ofensiva na Faixa de Gaza, com o governo do país anunciando que o objetivo era destruir o Hamas de uma vez por todas,  enquanto a comunidade internacional condenou a ferocidade dos ataques israelenses.

## Vítimas e outros impactos

### Entrada do Hezbollah e dos Hutis no conflito
Na manhã do domingo, 8 de outubro de 2023, o Hezbollah entrou no conflito disparando uma série de mísseis e artilharia contra três pontos nos campos de Shebaa, localizado na fronteira de Israel com o Líbano. Segundo o Hezbollah, que também atua como um partido político no Líbano, o ataque foi uma demonstração de "solidariedade" ao povo palestino com a operação terrestre, marítima e aérea lançada no sábado pelo Hamas.
Em resposta ao ataque do Hezbollah, as forças de defesa israelense atacaram o Líbano, após os ataques no território das fazendas de Shebaa. Na segunda metade de outubro, combates e bombardeios mútuos entre Israel e o Hezbollah continuaram na segunda metade de outubro, ameaçando escalar ainda mais o conflito.
No dia 31 de outubro de 2023, os rebeldes Hutis que controlam uma parte do Iêmen, desde o golpe de estado no Iêmen em 2014 e que disputam o controle do país desde início da guerra civil iemenita iniciada após o golpe, assumiram a responsabilidade pelos ataques de mísseis e drones lançados contra Israel a partir do Iêmen, logo após os Hutis assumirem a autoria dos ataques declararam guerra contra Israel. A motivação alegada dos ataques foi que se tratava de um ato de retaliação a Israel, pela guerra em Gaza contra o grupo palestino Hamas.
No dia 8 de janeiro de 2024, Israel bombardeou a região de Majdal Selm, no sul do Líbano, assim assassinando um dos líderes da unidade de operações especiais do Hezbollah, o comandante militar Wissam al-Tawil, que estava em um carro com outros militantes do grupo. Imediatamente o chanceler Israel Katz assumiu a responsabilidade do ataque. O ataque foi em continuação aos conflitos que ocorreram entre Israel e o Hezbollah na fronteira do Sul do Líbano com a região da Galileia em Israel, desde o início da guerra. Segundo a inteligência militar israelense, o grupo pretende invadir Israel por essa fronteira, e o ataque serve para repelir essa aproximação estratégica. No dia 09, um dia após o ataque, o Hezbollah retaliou com ataques por drones à uma base militar em Safed, no norte de Israel, importante centro logístico de Israel. Como imediata retaliação, Israel assassinou mais um líder do grupo, o Ali Hussein Barji, em Khirbet Selm, que foi responsável por diversos ataques por drones na fronteira e ao norte de Israel nos últimos meses.
Em 17 de setembro de 2024 houve a explosão de pagers do Hezbollah, a partir da detonação de explosivos implantados por Israel, deixando militantes mortos e feridos. No dia seguinte, walkie-talkies de membros do grupo também foram alvos de explosões.

### Palestina

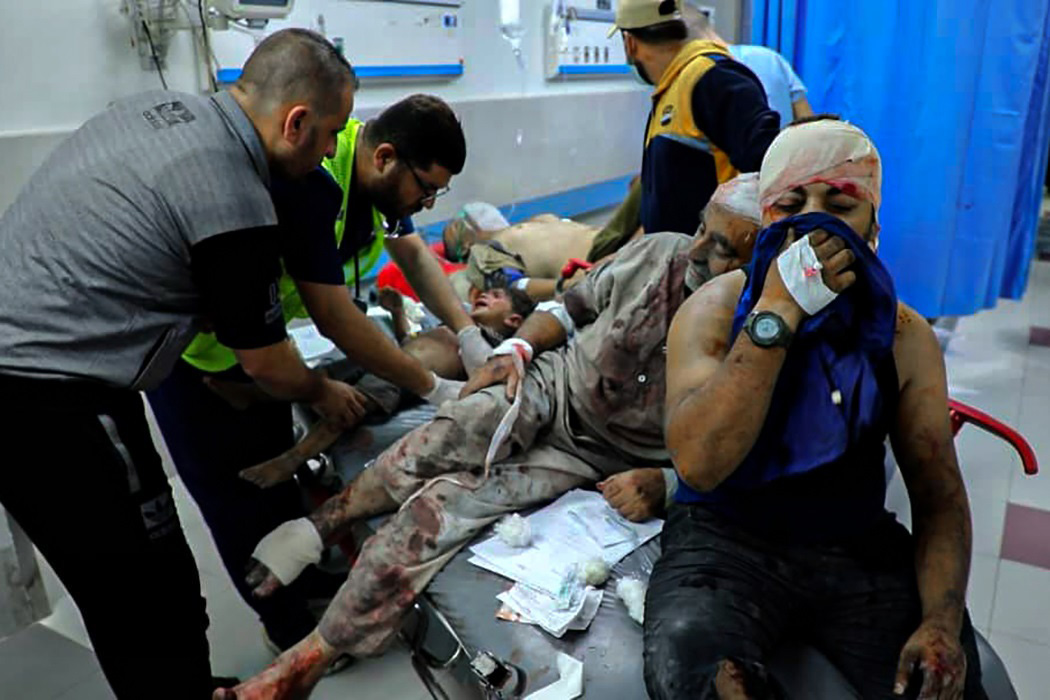
Civis palestinos feridos após ataques israelenses na Faixa de Gaza

Após os ataques aéreos de Israel em resposta, o Ministério da Saúde palestino em Gaza relatou um número não especificado de feridos entre "muitos cidadãos". Mais tarde, disse que 198 palestinos foram mortos e outros 1 610 ficaram feridos.Yousef Abu al-Rish, o principal oficial de saúde palestino em Gaza, afirmou que a maioria das vítimas ocorreu em tiroteios dentro de Israel.Repórteres da Associated Press na Faixa de Gaza viram funerais de 15 vítimas e oito outros corpos em hospitais. Foi relatado que pelo menos uma pessoa foi morta num ataque aéreo ao Hospital Indonésio no norte de Gaza. Quatro palestinos foram mortos e outros cinco ficaram feridos em confrontos com as FDI ao longo da cerca do perímetro de Gaza. Foi relatado que cinco militantes palestinos foram mortos em Sderot. Pelo menos três jornalistas palestinos morreram desde o início do conflito.(Necessária atualização)
Israel ordenou a evacuação de 1,1 milhão de pessoas para a região sul de Gaza, mas as Nações Unidas consideraram uma manobra de tal envergadura impossível, equivalendo para muitos a uma sentença de morte.  Em dezembro de 2023 Josep Borrell, alto representante da União Europeia para Política Externa, afirmou que a situação na Faixa de Gaza era "cada vez pior" e que não havia refúgios possíveis para a população palestina. Ele acrescentou que "o nível de destruição segue sem precedentes". Segundo matéria da BBC, até 14 de janeiro de 2024 a contraofensiva israelense em Gaza produziu quase 24 mil mortos, incluindo milhares de mulheres e crianças. Grande parte da infraestrutura de Gaza foi destruída e 85% da população de 2,2 milhões de pessoas foi obrigada a se deslocar. Autoridades locais relataram que metade das casas do território estão inabitáveis, danificadas ou completamente destruídas.
Um relatório do Gabinete de Coordenação dos Assuntos Humanitários das Nações Unidas apontou que nas duas primeiras semanas de janeiro as autoridades israelenses permitiram a entrada de apenas sete das 29 missões de ajuda humanitária planejadas. O porta-voz do Ministério da Saúde de Gaza em 21 de janeiro disse que o número de vítimas palestinas havia subido para mais de 25 mil mortos e 63 mil feridos desde o início do conflito. O Alto Comissariado das Nações Unidas para os Direitos Humanos declarou ter recebido numerosos "relatórios perturbadores" sobre a situação no norte de Gaza, denunciando detenções em massa, maus tratos e desaparecimento de possivelmente milhares de palestinos, incluindo crianças. As denúncias estão sendo investigadas. A Anistia Internacional relatou ter comprovado tratamento desumano e degradante de detidos por parte de forças israelenses na cidade de Beit Lahia.
Os bloqueios e bombardeios provocaram também escassez grave de água, medicamentos e combustível, interrupção no suprimento de eletricidade e nas comunicações, e grande dificuldade para atendimento médico, serviços essenciais que à medida que o conflito escala se aproximam do colapso. Devido ao desmantelamento do sistema interno de produção e distribuição de alimentos e ao bloqueio quase total da entrada de novos suprimentos, a fome se tornou generalizada, e a Organização das Nações Unidas alertou que metade da população corre o risco de morrer de fome.

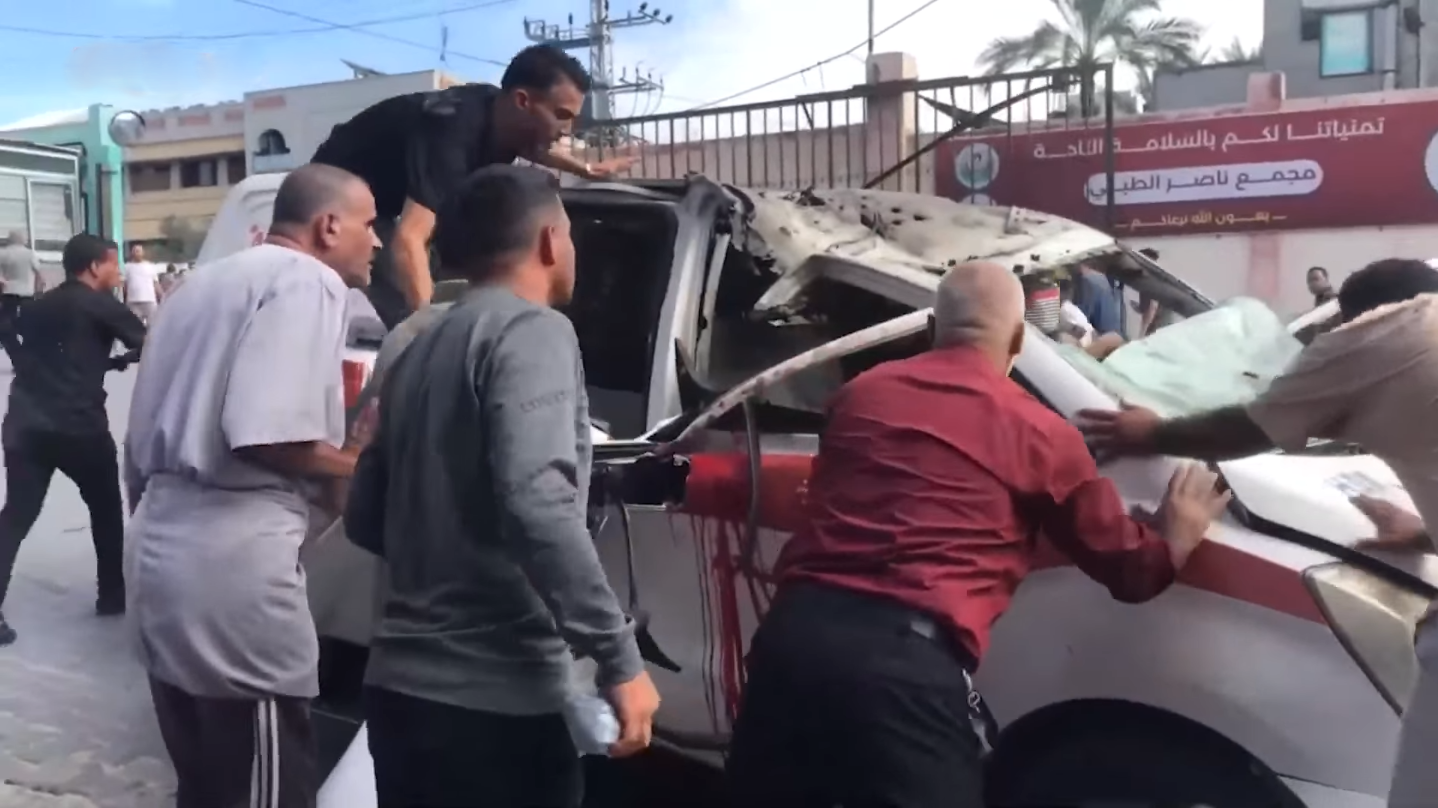
Ambulância do Crescente Vermelho destruída por um míssil israelense

A Unicef reportou que os impactos têm sido especialmente dramáticos sobre as crianças e mulheres, verificando-se ainda um grande aumento na ocorrência de várias doenças, incluindo diarreia, erupções na pele e infestações por piolhos, além de mais de 160 mil casos de infecção respiratória aguda. Nos campos de refugiados havia em dezembro em média apenas um vaso sanitário para cada 700 pessoas e o acesso a chuveiros e outros serviços sanitários era ainda mais limitado. A água disponível, além de escassa, estava em grande parte contaminada por esgotos, sal ou outras impurezas, fatores que aumentam o risco de epidemias. A Organização Mundial da Saúde afirmou que menos de metade dos hospitais de Gaza seguem funcionando, e apenas parcialmente. Sean Casey, oficial da OMS, disse que os poucos hospitais ainda funcionando estão superlotados e o atendimento é muito precário, pacientes com fraturas expostas e queimaduras severas podem ficar dias à espera de tratamento, muitos deles não recebem água ou comida. Por ocasião da sua visita, o principal hospital de Gaza, com 700 leitos, só contava com cinco ou seis médicos e enfermeiras. A situação é complicada pela invasão dos hospitais por dezenas de milhares de refugiados que não têm outro local para se abrigar. Segundo Marc Biot, diretor de operações da organização Médicos sem Fronteiras, "o que está acontecendo é sem precedentes. Eu e todos os meus colegas na organização nunca vimos uma destruição tão maciça de instalações médicas, bombardeio indiscriminado de civis e bloqueio de ajuda humanitária".

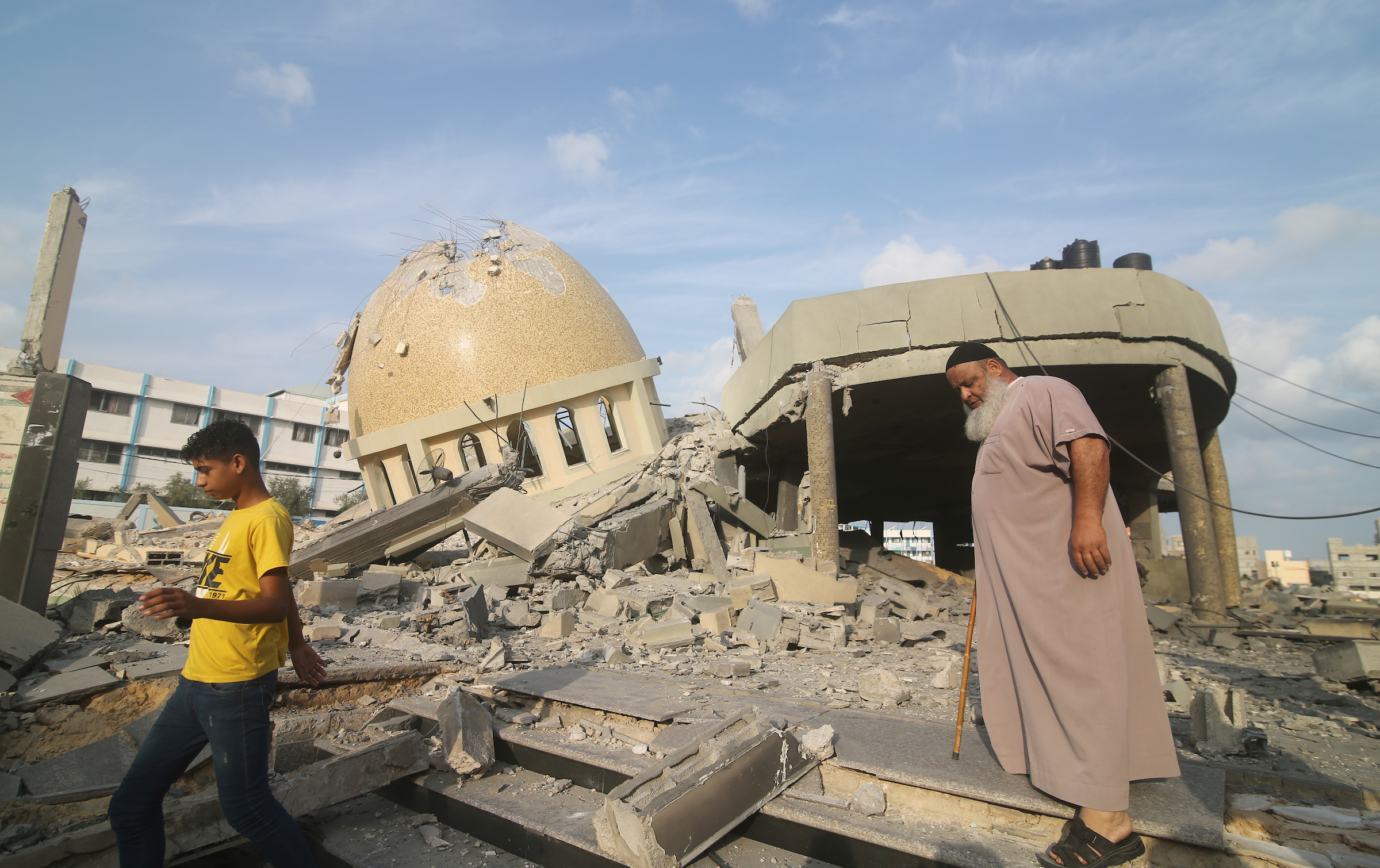
Mesquita de al-Amin Muhammad destruída

Um relatório preliminar da organização Heritage for Peace indicou que mais de cem sítios de interesse histórico, cultural, arqueológico ou religioso foram destruídos parcial ou totalmente, incluindo mesquitas, cemitérios, igrejas, museus, monumentos e outras edificações. Também foram destruídos o Arquivo Central da cidade de Gaza, todas as universidades, incluindo a Universidade Al-Israa junto com seu Museu Nacional, com um acervo de 3 mil peças raras, e mais de 350 escolas com suas bibliotecas públicas. Pelo menos 16 cemitérios foram violados, com destruição ou remoção de lápides e tumbas, escavações no terreno, e em alguns casos os despojos humanos foram removidos. Grandes trechos de alguns cemitérios foram patrolados e transformados em campos militares.
Em agosto de 2025, o Washington Post publicou uma lista contendo os nomes das 18 592 crianças assassinadas em Gaza ocupada pelas forças israelenses desde o início da guerra. De acordo com a Unicef, em publicação no X feita em 4 de agosto de 2025, as ações das forças israelenses matam 28 crianças por dia em Gaza.

### Israel
O Magen David Adom (MDA) de Israel relatou inicialmente que pelo menos uma mulher foi morta, enquanto outras 16 pessoas ficaram feridas em ataques de mísseis, duas delas gravemente. As autoridades disseram mais tarde que pelo menos 40 pessoasforam mortas, enquanto outras 740 ficaram feridas, com 77 delas em estado crítico. Equipes de ambulâncias foram enviadas para as áreas ao redor da Faixa de Gaza em resposta ao ataque. Pelo menos uma morte civil foi relatada em Kfar Aviv, enquanto três pessoas teriam ficado feridas em Ascalão e Yavne. Pelo menos quatro pessoas foram mortas em Kuseife. O chefe do Conselho Regional Sha'ar HaNegev, Ofir Libstein, também foi morto numa troca de tiros com os militantes. Pelo menos 68 vítimas foram relatadas em Ascalão, enquanto outras 280 foram relatadas em Bersebá, 60 das quais estavam em estado grave.
O Hamas afirmou ter feito prisioneiros 35 israelenses, transportando-os para a Faixa de Gaza. Também alegou ter capturado o major-general israelense Nimrod Aloni; foi divulgada uma foto com Aloni e dois militantes com os rostos obscurecidos. Vídeos de Gaza pareciam mostrar pessoas capturadas, com residentes de Gaza aplaudindo caminhões que transportavam cadáveres.Uma ambulância do MDA também teria sido levada pelos militantes para Gaza. O embaixador do Nepal em Israel, Kanta Rijal, disse que pelo menos sete dos seus cidadãos no país ficaram feridos no ataque e que eles, juntamente com outros dez que foram mantidos em cativeiro pelo Hamas numa quinta agrícola em Alumim. O coronel israelense Jonathan Steinberg, comandante da 933ª brigada de infantaria "Nahal", foi morto em combate. O coronel israelense Roi Levy, comandante da unidade de elite "ghost" também conhecida como unidade 888 "Refaim" foi morto em combate. Referindo-se a quantidade de judeus mortos no primeiro dia do conflito, autoridades israelenses descreveram o ocorrido como "o pior massacre de judeus num só dia desde o Holocausto".
No dia 9 de outubro de 2023, Abu Obeida porta-voz da brigada Al-Qassam do Hamas, fez um comunicado afirmando que a cada bombardeio israelense sem aviso prévio contra civis palestinos, o Hamas vai executar um refém israelense e transmitir a execução ao vivo. Obeida também diz que o Hamas age conforme as instruções islâmicas ao manter os reféns israelenses sãos e salvos. Mas ele afirmou que a ameaça é culpa da intensificação de bombardeios israelenses e o assassinato de civis dentro de suas moradias por ataques aéreos sem aviso prévio. Segundo Israel, mais de 100 israelenses são mantidos como reféns em Gaza, sendo a mesma quantidade informada pelo Hamas. Ainda no mesmo dia o Hamas afirmou que atualmente descarta negociar a troca de prisioneiros com Israel. Hossam Badran membro da cúpula política do Hamas, afirmou que a operação militar vai continuar e que atualmente não há possibilidade de negociação sobre a questão dos prisioneiros ou qualquer outra coisa. No dia 16 de outubro o representante do Papa Francisco na Terra Santa ofereceu-se para tomar o lugar das crianças israelenses feitas reféns pelo Hamas e detidas em Gaza.
O exército israelense afirmou ter matado 9 000 combatentes do Hamas após 6 meses de guerra. No entanto, oficiais da defesa e soldados dizem ao Haaretz que se trata frequentemente de civis cujo único crime foi atravessar uma linha invisível traçada pelo exército.

### Líbano
Em 13 de outubro, o jornalista Issam Abdallah, da agência de notícias Reuters, morreu em um bombardeio no sul do Líbano, na fronteira com Israel. Em 2 de janeiro de 2024, o alto membro e um dos fundadores da ala militar do Hamas, Saleh al-Arouri, foi assassinado em bombardeios realizados por Israel em áreas dominadas pelo Hezbollah no sul de Beirute que possui escritórios estratégicos do Hamas, onde estava escondido. Em 1 de junho, a mulher e dois filhos, que são brasileiros, foram feridos após a casa deles destruída pelo bombardeio na cidade de Saddike, no Sul do Líbano.

## Reações

### Internacional
Líderes internacionais, incluindo Argentina, Índia, Taiwan, maioria dos países europeus e os Estados Unidos condenaram os ataques do Hamas, expressando solidariedade a Israel, acrescentando que Israel tem o direito de se defender aos ataques armados e descrevendo as táticas do Hamas como terrorismo. A União Europeia, a Áustria e Alemanha suspenderam a ajuda humanitária à Palestina em resposta ao ataque do Hamas e disseram que iriam rever outros projetos e ajudas concedidas.
Durante a tarde do domingo, 8 de outubro de 2023, o secretário de defesa dos Estados Unidos, Lloyd Austin anunciou que o governo dos Estados Unidos enviará ainda nesta data para a região de Gaza, através do mar mediterrâneo, porta-aviões, contratorpedeiros, cruzadores, caças e munições a Israel, como apoio militar no conflito. De acordo com Lloyd Austin, a medida foi tomada após uma reunião com o presidente Joe Biden e segundo Austin servirá para reforçar esforços de dissuasão no conflito. Austin diz, ainda, que garantirá que as forças de Israel "tenham o que precisam" para "defender os seus cidadãos e a si mesmos contra esses terríveis ataques terroristas".
O USS Gerald R. Ford, um porta-aviões norte-americano com propulsão nuclear, estava navegando com a marinha italiana no início desta semana, o que o coloca perto de Israel. O porta-aviões será enviado para a região do conflito e acompanhado por escolta de contratorpedeiros e cruzadores com mísseis guiados, que são duas outras classes de navios de guerra da Marinha dos Estados Unidos. Os EUA também está tomando medidas para reforçar a presença de caças na região, incluindo os esquadrões de aeronaves dos modelos F-35, F-15, F-16 e A-10.
Alguns países da Liga Árabe, como Omã, Iêmen, Catar, Arábia Saudita e países não árabes como o Irã e o Paquistão expressaram apoio aos palestinos, culpando a ocupação israelense dos territórios palestinos pela escalada da violência. Vários outros países apelaram ao cessar-fogo. Manifestações ocorreram em muitos países do Oriente Médio, como Iêmen, Jordânia, Líbano, Kuwait, Turquia, Bahrein e Irã em solidariedade aos grupos palestinos.
Em 9 de outubro de 2023, durante um discurso por videoconferência na assembleia parlamentar da OTAN em Copenhague, o presidente da Ucrânia, Volodymyr Zelensky acusou o Irã de ter participação tanto no conflito armado entre israelenses e palestinos como na invasão da Ucrânia pela Rússia em 2022. Por sua vez, o Irã afirmou no dia 14 que ainda é possível evitar que a guerra entre Israel e o grupo islâmico Hamas se alastre pela região, mas avisou que o tempo está a esgotar-se rapidamente.
No dia 14 de outubro de 2023, os Estados Unidos anunciaram o envio de uma segunda força de intervenção para a região do Mediterrâneo Oriental, composta pelo porta-aviões USS Dwight D. Eisenhower, contratorpedeiros e cruzadores equipados com mísseis guiados. Ao chegar ao Mediterrâneo Oriental, o grupo se juntará ao grupo do porta-aviões USS Gerald R. Ford que já se encontra no local desde o dia 10. O Pentágono anunciou também que estava considerando enviar para a região, o navio de assalto anfíbio USS Bataan equipado com aeronaves de asa rotativa.
Em 9 de outubro de 2023, o presidente da Colômbia Gustavo Petro, em declaração ao X acusou o país judeu de "promover práticas nazistas" ao manter o bloqueio total da Faixa de Gaza. No dia 15 de outubro, Israel suspendeu o fornecimento de armamentos ao país colombiano e acusou o presidente de ser "antissemita" e "defender" o grupo extremista Hamas. Novamente numa postagem no X, Petro anunciou um provável rompimento de relações diplomáticas com os israelenses, após a resposta do ministério das Relações Exteriores do país asiático. Em 16 de outubro, o chanceler colombiano Álvaro Levya pediu para que o embaixador israelense no país fosse expulso.
Em 12 de outubro de 2023, o Reino Unido em apoio a Israel, anunciou o envio do navio de desembarque de doca RFA Lyme Bay e o navio auxiliar RFA Argus para a região de Gaza, além disso também foi enviado o avião de patrulha marítima RAF Poseidon MRA MK 1 que é equipado com sensores e sistemas de armas para guerra antissubmarino e também opera em missões de vigilância, busca e salvamento, também foram enviados três helicópteros antissubmarino de vigilância, busca e salvamento Merlin. O RFA Argus também pode ser utilizado como navio hospital, possuindo um complexo médico com 100 leitos a bordo e atuando como uma instalação médica flutuante em tempos de crise ou de guerra, além disso possui capacidade de transporte para diversos helicópteros a bordo.
No dia 25 de outubro de 2023, o presidente da França, Emmanuel Macron anunciou o envio do porta-helicópteros de assalto anfíbio, da Marinha Francesa, o FS Tonnerre que partiu no mesmo dia de Toulon na França em direção ao Mediterrâneo Oriental, a fim de se juntar aos navios da Marinha dos Estados Unidos, que foram enviados para a região de Gaza. O FS Tonnerre além de possuir capacidades aéreas e anfíbias, também tem uma unidade médica equivalente a um hospital de campo completo, contando com serviços de odontologia, diagnóstico, salas de cirurgia, atendimento psicológico, higienização de alimentos, sala de radiologia com um tomógrafo, fornecendo radiografia digital e ultrassonografia. Além disso também são mantidas 50 camas em reserva e podem ser instaladas no hangar dos helicópteros, afim de ampliar a capacidade do hospital em caso de emergência.
Em 5 de novembro de 2023, o Comando Central dos Estados Unidos divulgou que um submarino nuclear da classe Ohio, pertencente a marinha dos Estados Unidos, está na região do Mediterrâneo Oriental em apoio a Israel. Também foi divulgado que o submarino estava acompanhando o grupo do porta-aviões USS Dwight D. Eisenhower.
Em maio de 2024, o procurador-chefe do Tribunal Penal Internacional Karim Khan apresentou pedidos de mandados de prisão contra autoridades israelenses e as lideranças do Hamas. Benjamin Netanyahu e Yoav Gallant, ministro da defesa israelense, são acusados de cometer crimes de guerra. Já Yahya Sinwar, Mohammed Deif e Ismail Haniyeh, líderes do Hamas, são acusados de crimes contra a humanidade, incluindo extermínio, sequestro, estupro, violência sexual e tortura. Em 21 de novembro de 2024, a corte emitiu mandatos de prisão por crimes de guerra contra Netanyahu e Gallant, de Israel, além de líderes do Hamas.

### Acusações de genocídio

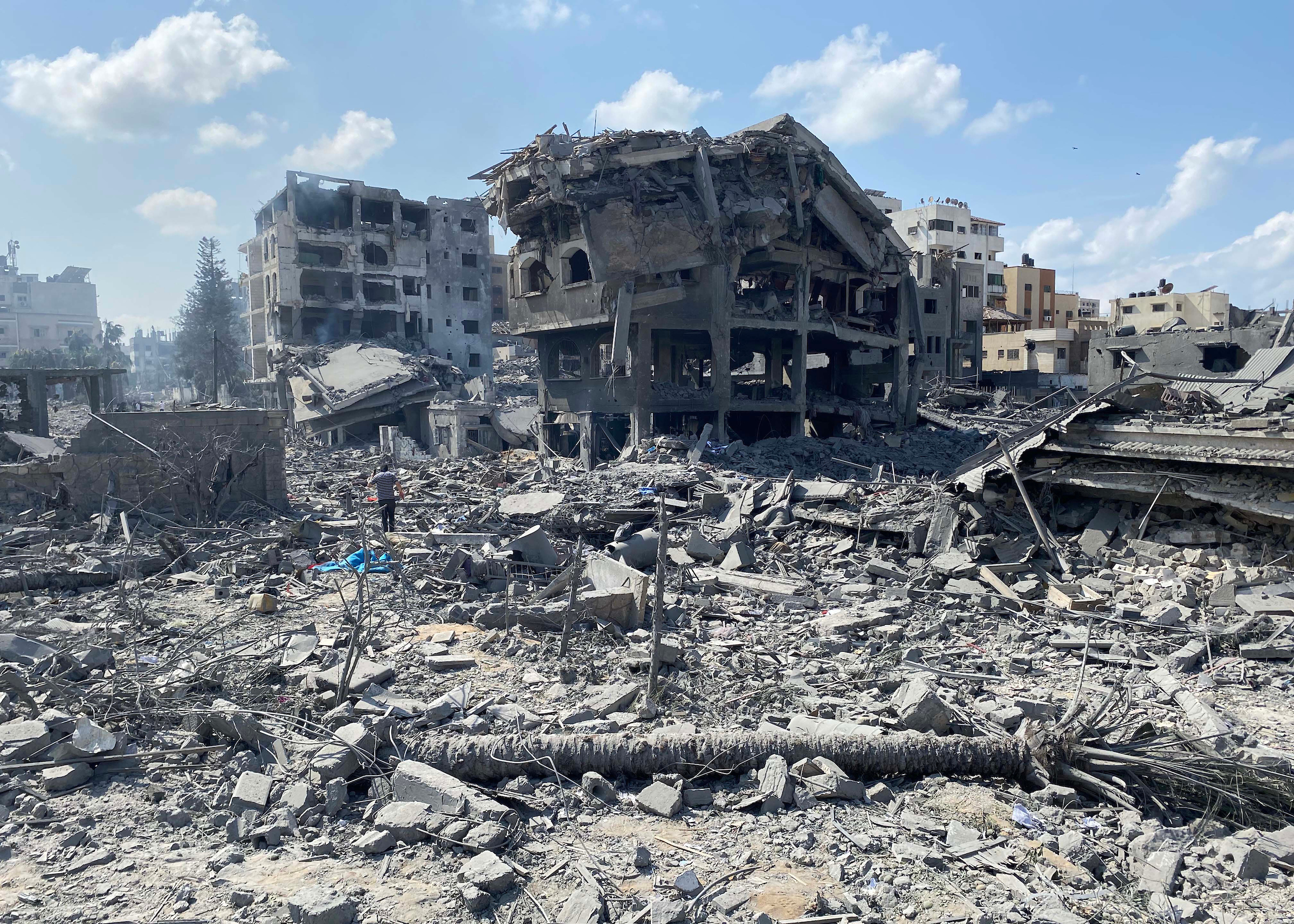
Destruição em Gaza, em outubro de 2023, causado pelo bombardeio israelense

Conforme reportagem da CNN, em novembro de 2023 um grupo independente de especialistas em direitos humanos da Organização das Nações Unidas disse que ocorreram “graves violações cometidas por Israel contra os palestinos", “um número colossal de mortes e a destruição de infraestruturas que sustentam a vida”, e que esses elementos apontavam para "um genocídio em formação”. Autoridades israelenses rejeitaram essa avaliação.

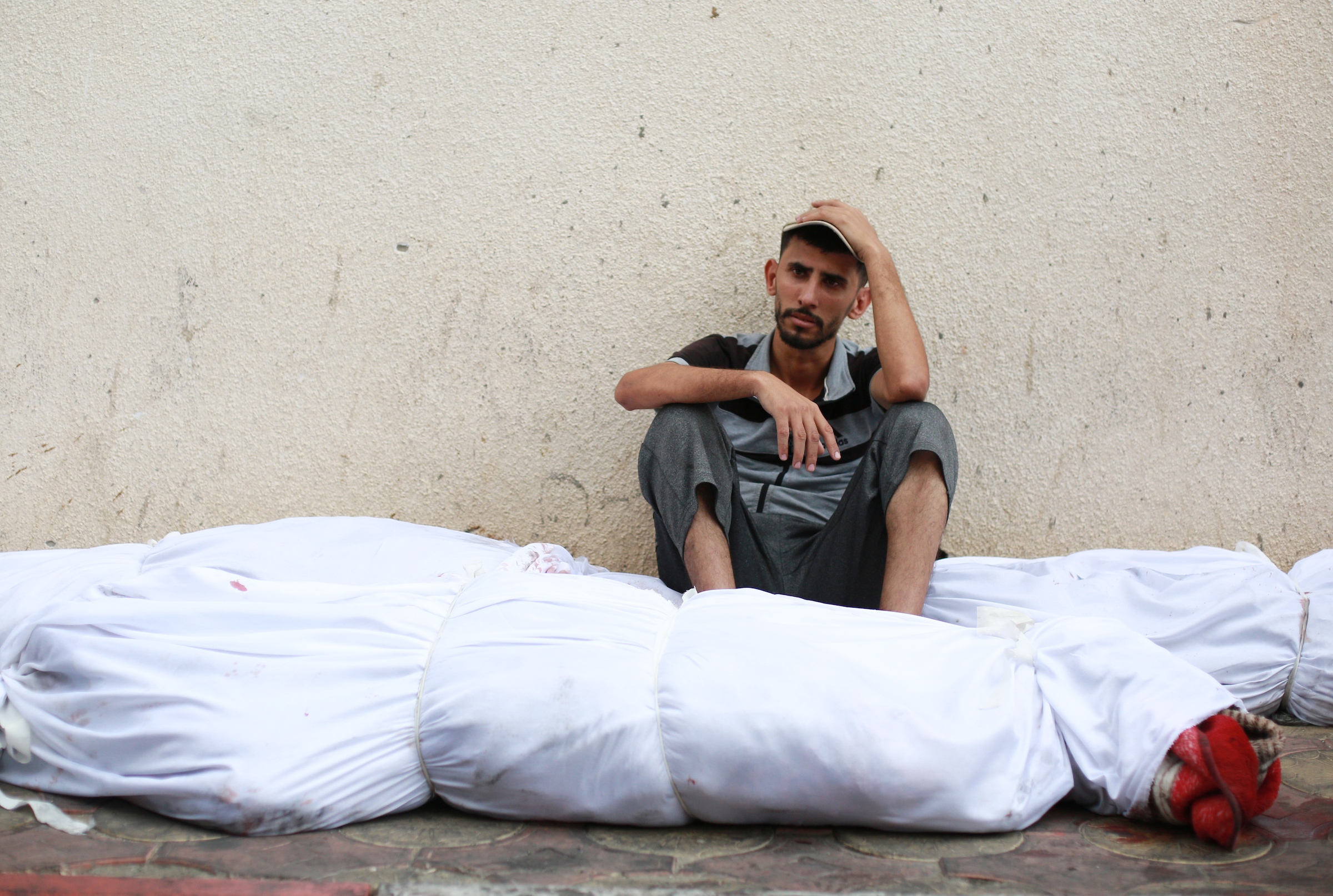
Homem palestino com sacos para cadáveres no campo de refugiados de Jabalia, na Gaza do Norte.

Em janeiro de 2024 o Tribunal Internacional de Justiça começou a julgar uma ação movida pela África do Sul acusando Israel de promover um genocídio sistemático contra o povo palestino, acrescentando que essas ações configuram uma colonização da Palestina. A iniciativa recebeu o apoio de seis Estados da América Latina, dos 22 Estados da Liga Árabe e dos 57 Estados da Organização para a Cooperação Islâmica. Israel classificou o caso como uma “difamação de sangue” por parte da África do Sul. Alemanha, Estados Unidos e Canadá apoiaram Israel rejeitando a acusação. A União Europeia não se posicionou sobre as alegações, mas expressou apoio à instituição do Tribunal Internacional de Justiça.
Em fevereiro de 2024, o presidente brasileiro Luiz Inácio Lula da Silva disse em um discurso na Etiópia que o conflito em Gaza era um "genocídio" e que não uma guerra, sendo um confronto entre "um exército altamente preparado e mulheres e crianças", comparando a matança nesta guerra com o que Hitler tinha feito com os judeus no Holocausto. A fala do presidente brasileiro gerou condenações entre a comunidade judaica no Brasil e pelo mundo, sendo ainda condenada pelo primeiro-ministro Benjamin Netanyahu e figuras do governo israelense. Netanyahu declarou Lula como "persona non grata" e a relação entre os dois países declinou consideravelmente.
Um relatório divulgado pela Organização das Nações Unidas em março de 2025 afirma que Israel cometeu crimes contra a humanidade nas formas de "atos genocidas" e de "crimes sexuais", com o detalhamento de ataques a centros de maternidade e inseminação artificial. No mesmo mês, foram feitas acusações de que Israel violou o cessar-fogo que teve início em janeiro de 2025, tendo por evidência bombardeios na Faixa de Gaza, no qual cerca de cem crianças vieram a óbito.

## Desinformação
Foi divulgada uma fotografia que parecia mostrar o major-general Nimrod Aloni, comandante do Corpo de Profundidade das Forças de Defesa de Israel (FDI), sendo detido por palestinos nas primeiras horas do ataque. O Hamas também afirmou tê-lo capturado. Aloni foi posteriormente visto em 8 de outubro participando de uma reunião de altos oficiais militares israelenses.
Logo após o início da guerra, o ex-presidente americano Donald Trump e outros republicanos responsabilizaram Joe Biden pelo acordo de libertação de prisioneiros com o Irã; no entanto, estes fundos sob a supervisão do Departamento do Tesouro dos Estados Unidos são utilizados apenas para fins humanitários e não há provas de que tenham sido utilizados na guerra.
Na internet, informações começaram a circular que a força aérea israelense teria destruído a antiga Igreja de São Porfírio em Gaza, mas a própria igreja negou isso. O comentarista de extrema direita Ian Miles Cheong postou um vídeo das autoridades israelenses que, segundo ele, mostrava militantes palestinos matando cidadãos israelenses. Outros vídeos falsamente ligados à guerra incluíam um vídeo de crianças em jaulas publicado em 4 de outubro, imagens de 2020 de legisladores iranianos gritando "Morte à América" e imagens do videogame Arma 3 sendo apresentado como filmagem da guerra israelense. Contas falsas fingindo ser jornalista da BBC e do The Jerusalem Post promoveram informações falsas sobre a guerra antes do Twitter (X) os suspender.
Em 10 de outubro, o canal israelense i24News, através da correspondente Nicole Zedeck, divulgou a informação de que teriam sido encontrados 40 bebês decapitados na comunidade de Kfar Aza, no sul de Israel, supostamente mortos pelo Hamas. O canal também divulgou depoimento do comandante David Ben Zion, que teria confirmado a decapitação. Diversos canais da mídia divulgaram a informação. A CNN divulgou a afirmação do porta-voz de Benjamin Netanyahu de que mas diz não ter conseguido confirmar a informação. O Hamas afirmou não ter atacado crianças, que seria informação falsa e não embasada. Um porta-voz do exército de Israel afirmou para a agência de notícias Anadolu, da Turquia, que não era possível confirmar essa informação. O presidente Joe Biden disse ter visto fotos das decapitações, mas a Casa Branca corrigiu, dizendo que o presidente viu as notícias, e não fotos. Até dia 12, não havia evidência fotográfica do acontecimento. Foram compartilhadas imagens geradas por inteligência artificial em redes sociais como evidência dos bebês mortos, que foram rapidamente identificadas como falsas. O fotojornalista israelense Aren Ziv conversou com soldados no local, disse não ter visto provas da decapitação, e disse que Israel utiliza informações falsas para "justificar seus crimes de guerra".

## Análise
O ataque significou uma escalada notável no conflito atual entre Israel e o Hamas. Destacou-se pela sua escala e alcance substanciais, abrangendo tanto o lançamento de mísseis como os ataques nas fronteiras em Gaza. Este evento marcou um afastamento significativo dos conflitos anteriores, que normalmente seguiram uma progressão faseada com uma escalada gradual das tensões.
O jornalista político Peter Beaumont classificou o episódio como “uma das maiores falhas de inteligência da história recente de Israel”, sublinhando a incapacidade do governo israelense de antecipá-lo.